# Spoorlijn Sterkrade - Walsum
De spoorlijn Sterkrade - Walsum is een Duitse spoorlijn en is als spoorlijn 71 onder beheer van DB Netze.

## Geschiedenis
Het traject werd door de Gutehoffnungshütte geopend in 1905.  

## Aansluitingen
In de volgende plaatsen is of was er een aansluiting op de volgende spoorlijnen:
Oberhausen-SterkradeDB 18, spoorlijn tussen Osterfeld en Sterkrade
DB 2206, spoorlijn tussen Wanne-Eickel en Duisburg-Ruhrort
DB 2270, spoorlijn tussen Oberhausen en Emmerik
WalsumDB 2271, spoorlijn tussen Oberhausen en Wesel